# Alfredo de Sá Cardoso

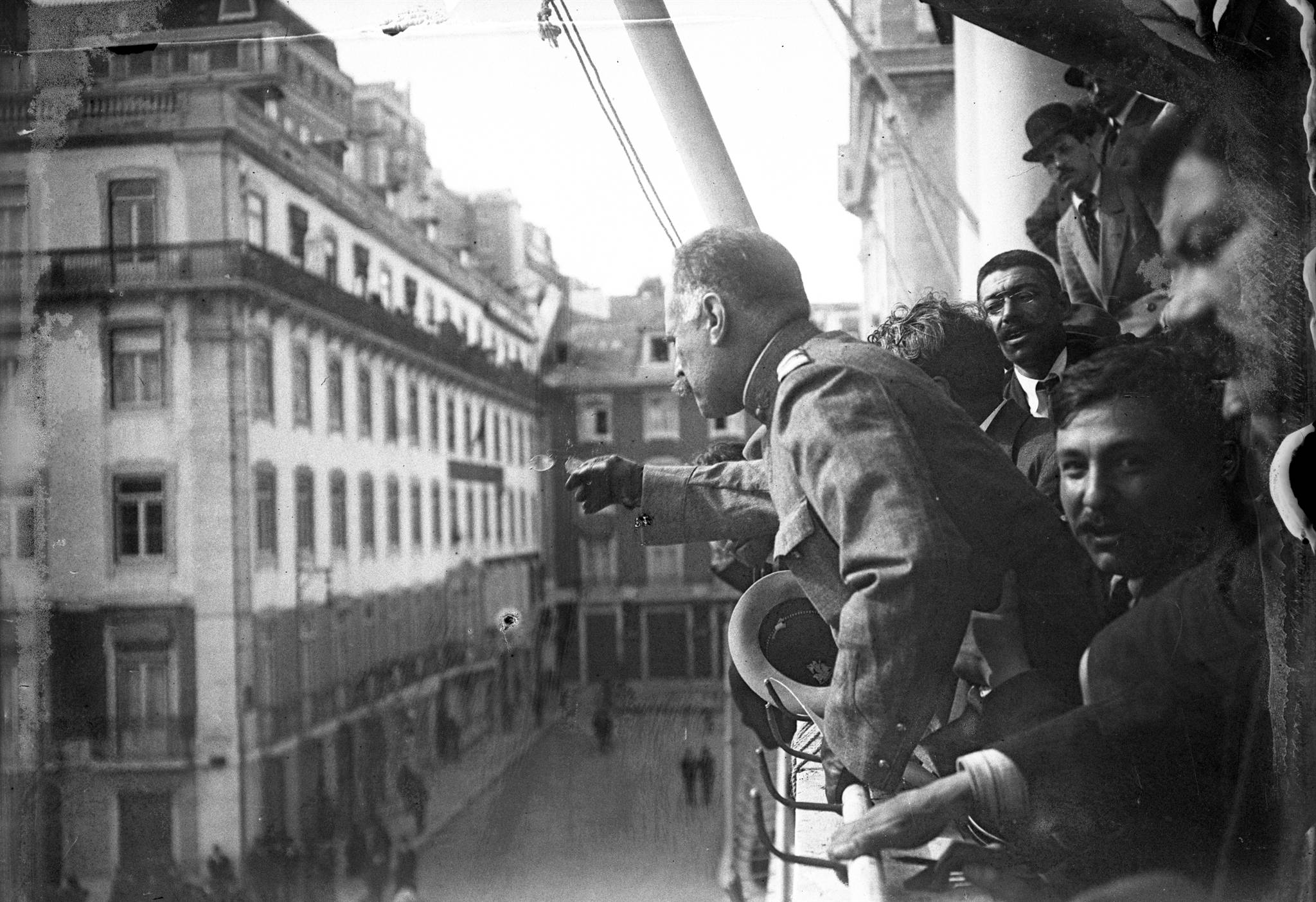
El mayor Alfredo de Sá Cardoso hace la proclamación de la Junta Revolucionaria de 1915.

Alfredo Ernesto de Sá Cardoso (Lisboa, 6 de junio de 1864-ibidem, 24 de abril de 1950) fue un político republicano portugués, presidente del Consejo entre 1919 y 1920.

## Biografía
Tras finalizar sus estudios primarios, Alfredo de Sá Cardoso entró en el Colegio Militar y luego en la Escuela del Ejército, donde completó el curso de Artillería. Comenzó su carrera en el ejército en 1880 y siguió la carrera de oficial del ejército. El 29 de marzo de 1924 fue ascendido a general.
Fue movilizado para la campaña de Luanda y, en 1888, asumió el cargo del Gobierno Distrital de Angola. Permaneció en Angola hasta 1890.
Alfredo Sá Cardoso se unió a la masonería en 1893 y fue miembro de la Logia de Portugal.
Afiliado al Partido Republicano Portugués (PRP), conspiró activamente en el derrocamiento de la monarquía, habiendo participado en los hechos del 31 de enero de 1890 y 28 de enero de 1908. Participó activamente en la preparación de la revolución del 5 de octubre de 1910 que resultaría en la proclamación de la República en Portugal. Formó parte del comité militar para la proclamación de la República y fue uno de los comandantes militares de la revolución del 5 de octubre de 1910.

## Actividad política
Con el triunfo republicano, se convirtió en jefe de gabinete del ministro de la Guerra, el general Correia Barreto, y en 1913 fue nombrado gobernador civil del Distrito Autónomo de Funchal.
Como fundador y miembro del grupo de los «jóvenes turcos de la República», Alfredo de Sá Cardoso encabezó el movimiento del 14 de mayo de 1915 contra la dictadura de Pimenta de Castro y que resultó en la Junta Constitucional de 1915.
Formó parte de la resistencia contra la revolución sidonista de 5 de diciembre de 1917 y fue detenido en 1918. En 1919, fiel a su carácter republicano, participó en la ofensiva contra la Monarquía del Norte. En junio de 1919 se convirtió en presidente del gobierno, además de asumir los cargos de ministro del Interior y ministro de las Relaciones Exteriores hasta 1920. Una vez más se ejercería de ministro del Interior entre 18 de diciembre de 1923 y el 6 de julio de 1924.
En 1926, después del establecimiento de la dictadura militar en Portugal, Sá Cardoso fue arrestado y deportado, primero a Cabo Verde y luego a las Azores. En 1934 fundó la Alianza Republicana, en oposición a la Unión Nacional, que era el único partido del nuevo régimen. Sin embargo, fue jubilado en ese mismo año.
Alfredo de Sá Cardoso murió en Lisboa el 24 de abril de 1950.